# Championnats d'Afrique de slalom de canoë-kayak 2015
Les Championnats d'Afrique de slalom 2015 sont une édition des Championnats d'Afrique de slalom de canoë-kayak. Ils ont lieu du 6 au 8 novembre 2015 à Sagana, au Kenya. Ils se déroulent conjointement avec les Championnats d'Afrique de descente.
La compétition est qualificative pour les Jeux olympiques d'été de 2016.

## Médaillés

### Hommes
| Épreuves | Or                                    | Argent                | Bronze                |
| -------- | ------------------------------------- | --------------------- | --------------------- |
| K1       | Johnathan Akinyemi (NGA)              | Mehdi Rouich (MAR)    | Katleho Mahlaba (RSA) |
| C1       | Jean-Pierre Bourhis (SEN)             | Lindelani Ngidi (RSA) | Alphaxard Maina (KEN) |
| C2       | Kenya Geoffrey Irungu Alphaxard Maina | Non attribuée         | Non attribuée         |

### Femmes
| Épreuves | Or                | Argent            | Bronze            |
| -------- | ----------------- | ----------------- | ----------------- |
| K1       | Hind Jamili (MAR) | Célia Jodar (MAR) | Grace Maina (KEN) |